# Ferrari 248 F1
Ferrari 248 F1 je Ferrarijev dirkalnik Formule 1, ki je bil v uporabi v sezoni 2006, ko sta z njim dirkala Michael Schumacher in Felipe Massa. Dizajnirala sta ga Aldo Costa in Rory Byrne.

## Ime
Dirkalnik je poimenovan po svojem motorju V8 - 24 je kapaciteta v decilitrih, 8 pa število cilindrov. S tem je prekinjena tradicija poimenovanja med sezonama 2001 in 2005 ter se vrača na način iz petdesetih in šestdesetih (npr. Ferrari 312). 248 F1 je bil prvi Ferrarijev dirkalnik po sezoni 2000, ki ni imel številke ena, kot dirkalnik aktualnega dirkaškega prvaka. Dirkalniku je bil tudi dodan napis novega sponzorja, Martini.

## Šasija
Dirkalnik je nadgradnja lanskoletnega F2005 . Čeprav je motor V8 krajši od V10, je medosna razdalja ostala enaka zaradi večjega ogrodja menjalnika.

## Aerodinamika
Novosti dirkalnika so vzvratna ogledala, ki so zdaj nameščena na konec stranskih zračnikov, ne več zraven cockpita.
Na štartu sezone je imel dirkalnik trojno sprednje krilce. Po prvih treh dirkah pa ga je nadomestilo dvojno, kar naj bi proizvajalo več podtlaka.
Na Veliki nagradi Francije je Ferrari nastopil z nižjem  zadnjim delim dirkalnika spremenjenim predvsem okoli izpušnega sistema.

## Motor
Motor naj bi imel na štartu sezone okoli 730 KM, modifikacije med sezono pa so do konca sezone to dvignile na 785 KM.

## Dirke
248 F1 je Ferrari uporabil že na prvi dirki sezone 2006 v nasprotju s sezonami (2002, 2003 in 2005), ko so na začetku sezone uporabljali še lanskoletni dirkalnik.
Prve kvalifikacije na Veliki nagradi Bahrajna so bile obetavna, saj sta se oba Ferrarija uvrstila v prvo vrsto. Toda v prvi polovici sezone je Ferrarijev dirkalnik zaostajal za Renaultom R26. Na Veliki nagradi Malezije sta imela oba dirkalnika okvaro, saj je bilo zaradi počenih batov zamenjati motor na obeh dirkalnikih. Ta težava je bila prisotna tudi na Veliki nagradi Avstralije. 
Aerodinamične izboljšave za Veliko nagrado San Marina so Ferrari pripeljale na približno enak nivo kot je bil Renault že od začetka. Na Veliki nagradi ZDA sta bila Ferrarija cel vikend dominantna, kar je prineslo prvo dvojno zmago po več kot letu. To je izgledalo kot prelomna točka v konkurenčnosti dirkalnika. Modifikacije skozi sezono so dirkalnik izboljševale do točke, ko je veljal za najboljšega v zadnjem delu sezone - Ferrari je zmagal na sedmih od zadnjih devet dirk.
Skupno je Ferrari 248 F1 nastopil na devetnajstih dirkah, od tega dosegel devet zmag in štiri najboljše položaje ter drugi mesti v dirkaškem in konstruktorskem prvenstvu. Za sezono 2007 ga je zamenjal F2007.

## Popolni rezultati Formule 1
(legenda) (Odebeljene dirke pomenijo najboljši štartni položaj)
| Leto | Moštvo         | Motor          | Gume | Dirkača            | 1   | 2   | 3   | 4   | 5  | 6   | 7   | 8  | 9   | 10  | 11  | 12  | 13  | 14  | 15  | 16  | 17  | 18  | Toč | Prv. |
| ---- | -------------- | -------------- | ---- | ------------------ | --- | --- | --- | --- | -- | --- | --- | -- | --- | --- | --- | --- | --- | --- | --- | --- | --- | --- | --- | ---- |
| 2006 | Ferrari 248 F1 | Ferrari 055 V8 | B    |                    | BAH | MAL | AVS | SMR | EU | ŠPA | MON | VB | KAN | ZDA | FRA | NEM | MAD | TUR | ITA | KIT | JAP | BRA | 201 | 2.   |
| 2006 | Ferrari 248 F1 | Ferrari 055 V8 | B    | Michael Schumacher | 2   | 6   | Ret | 1   | 1  | 2   | 5   | 2  | 2   | 1   | 1   | 1   | 8   | 3   | 1   | 1   | Ret | 4   | 201 | 2.   |
| 2006 | Ferrari 248 F1 | Ferrari 055 V8 | B    | Felipe Massa       | 9   | 5   | Ret | 4   | 3  | 4   | 9   | 5  | 5   | 2   | 3   | 2   | 7   | 1   | 9   | Ret | 2   | 1   | 201 | 2.   |